# Stazione di Montaguto-Panni
Stazione di Montaguto-Panni vasútállomás Olaszországban, Montaguto településen.

## Vasútvonalak
Az állomást az alábbi vasútvonalak érintik:
- Nápoly–Foggia-vasútvonal

## Kapcsolódó állomások
A vasútállomáshoz az alábbi állomások vannak a legközelebb:
- Stazione di Savignano Greci (Stazione di Napoli Centrale)
- Stazione di Orsara di Puglia (Stazione di Foggia)